# Triaenonyx rapax
Triaenonyx rapax is een hooiwagen uit de familie Triaenonychidae.